# Шеталина, Елена
Елена Владимировна Шеталина (в девичестве Мулюкина; род. 1 августа 1981, Уфа) — российская биатлонистка, призёр чемпионата России. Мастер спорта России.

## Биография
Воспитанница уфимской СДЮШОР по биатлону, тренер — Никитин Виктор Анатольевич. Представляла Республику Башкортостан и спортивное общество «Динамо».
На чемпионатах России завоевала ряд медалей, в том числе в зимнем биатлоне — бронзовый призёр чемпионата России 2007 года в командной гонке в составе сборной Башкортостана. В летнем биатлоне — чемпионка России[уточнить], серебряный призёр чемпионата страны 2007 года в эстафете. Чемпионка России по зимнему полиатлону[уточнить]. Становилась призёром этапов Кубка России в зимнем биатлоне, победительницей региональных соревнований.
Завершила профессиональную карьеру в конце 2000-х годов. Большую часть карьеры выступала под фамилией Мулюкина, в последние годы (2008—2009) — под фамилией Шеталина.
В дальнейшем принимала участие в любительских и ведомственных (общества «Динамо») соревнованиях.

## Личная жизнь
Супруг — биатлонист Василий Шеталин, есть дочь и сын.